# Ptychadena mossambica
Ptychadena mossambica és una espècie de granota que viu a Botswana, Kenya, Malawi, Moçambic, Namíbia, Sud-àfrica, Eswatini, Tanzània, Zàmbia, Zimbàbue i, possiblement també, a Angola.